# Don Myrick

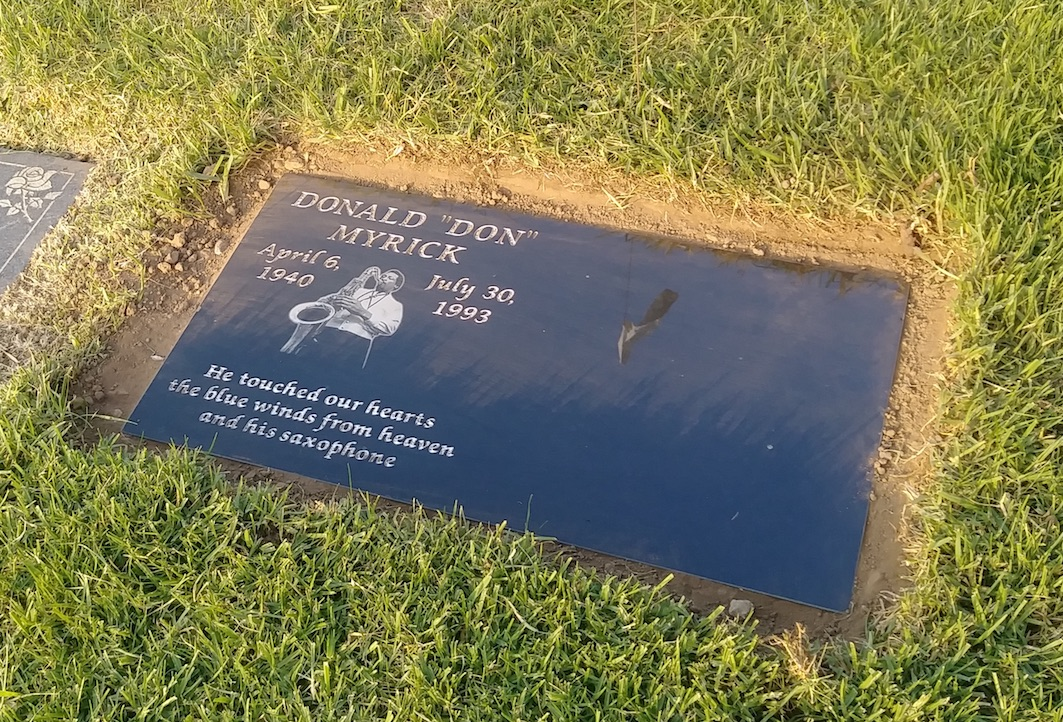
Lápida de Don Myrick en el Cementerio Inglewood Park, California.

Donald Myrick (Chicago, Illinois, 6 de abril de 1940 - 30 de julio de 1993) fue un saxofonista estadounidense.
Tocaba el saxofón alto, tenor y soprano. Estuvo en los grupos The Pharaohs y Earth, Wind & Fire, llegó a colaborar con Phil Collins, entre otros. Fue parte de la fundación de la AACM (Association for the Advancement of Creative Musicians). 
Algunos de sus solos memorables incluyen colaboraciones con Phil Collins en "All of my life", "If Leaving Me Is Easy" y "One More Night", en cuyo video oficial filmado en un club de Londres aparece él actuando como saxofonista. Junto a Earth, Wind & Fire grabó los solos de "Reasons" y "After the Love Has Gone", entre otros. Además colaboró con artistas consagrados como Grover Washington Jr. y Carlos Santana, Bobby “Blue” Bland, The Dells, Regina Belle, The Mighty Clouds of Joy y Heaven 17.

## Inicios
Estudió en el Crane Junior College en Chicago, Illinois, donde formó parte  de una banda llamada The Jazzmen with Louis Satterfield, parte de la cual se unió posteriormente a Earth, Wind & Fire. Myrick tocaba en The Pharaohs junto a otros músicos del sello discográfico Chess Records, donde también trabajaba Maurice White, fundador de Earth, Wind & Fire.

## Muerte
Myrick murió por un disparo de un policía de Santa Mónica, Los Ángeles, California, durante una investigación de drogas. Cumpliendo una orden de registro, el agente de policía Gary Barbaro confundió un mechero de butano que portaba el músico, con un revólver y le disparó en el pecho. Myrick murió en el hospital poco después a los 53 años.
Su funeral se celebró en una iglesia bautista, y su cuerpo fue enterrado en el Cementerio de Inglewood Park, Los Ángeles.
El músico Phil Collins le rindió tributo en una canción titulada "For a friend"

## Discografía[7]
Con Howlin' Wolf 

The Howlin' Wolf Album (1969)
Con Philip Cohran & The Artistic Heritage Ensemble
- The Malcolm X Memorial (A Tribute In Music) (1970)

Con Donny Hathaway 
- Everything Is Everything (1970)

Con Odell Brown 
- Free Delivery(1970)

Con The Intentions
- Dig It / Blowing With The Wind - Single (1971)

Con Jack McDuff
- The Heatin' System (Cadet, 1972)

Con Terry Callier 
- What Colour is Love (1972)
- I Just Can't Help Myself (1973)

Con Charles Bisel 
- I Just Can't Help Myself (1973)

Con Penny Goodwin
- Retrato de un Gemini (1974)

Con Ramsey Lewis 
- Sun Goddess (1974)

Con Earth, Wind & Fire
- Gratitude  (1975)
- Spirit (1976)
- All 'n All  (1977)
- I Am (1979)
- Faces(1980)
- Raise! (1981)
- Powerlight (1983)
- 3 - (1991) - Recopilación caja de 3-CD.
- The Essential Earth, Wind & Fire (2002)- Recopilación.
- Vivo en Rio (2002)
- El Plus Esencial (2004) - Recopilación 2 CD + DVD.
- The Essential Earth, Wind & Fire (2008) - 3 CD Recopilación Edición Limitada.

Con Sky 
- Sky (1979)

Con Phil Collins 
- Face Value(1981)
- Hello, I Must Be Going! (1982)
- Live at Perkins Palace (1983) - VHS Vídeo
- No Jacket Required  (1985)
- ...But Seriously (1989)
- Serious Hits... Live!  (1990) - CD
- Seriously Live (1990) - VHS Vídeo
- ...But Seriously, The Videos (1992) - VHS Vídeo
- ...Hits(1998)
- The Platinum Collection ( (2004) - 3 CD caja conjunto
- Canciones de amor: Una Recopilación... Viejo y Nuevo (2004)
- Hits Live 2004) - DVD
- The Singles (2016)

Con Frida 
- Something's Going On (1982) - Album produced by Phil Collins, with Daryl Stuermer, Mo Foster, The Phenix Horns, etc.

Con Philip Bailey 
- The Wonders of His Love - (1984) - Sax on I Will No Wise Cast You Out.
- Chinese Wall (1984) - With Phil Collins, Nathan East, The Phenix Horns, etc.
- Chinese Wall / Inside Out (1988) - Double Compilation Album.

Con Heaven 17 
- How Men Are (1984)
- "This Is Mine" (1984) - Single
- Pleasure One (1986)

Con Shuybah 
- Shuybah (1984)

Con France Gall
- Le Tour de France (1988)

Varios Artistas 
- Knebworth (1990) - Plays with Phil Collins Band on Sussudio.
- Live At Knebworth - Parts One, Two & Three (1990) - Plays with Phil Collins & The Serious Band on In The Air Tonight & Sussudio as well as with Genesis & The Serious Band together on Turn it on again Medley.